# All About "The Birds"
Pour plus de détails, voir Fiche technique et Distribution.
All About "The Birds" est un film documentaire de Laurent Bouzereau sorti en 2000 et consacré au tournage du film Les Oiseaux (1963) d’Alfred Hitchcock.
Disponible dans l'édition DVD du film, il est constitué d'entretiens avec l’équipe du film : le scénariste Evan Hunter et les acteurs Tippi Hedren, Rod Taylor et Veronica Cartwright, ainsi que le biographe du musicien Bernard Herrmann, Steven C. Smith, et Patricia Hitchcock, la fille du réalisateur.

## Fiche technique
- Réalisation : Laurent Bouzereau
- Genre : documentaire
- Durée : 80 minutes

## Distinctions
- Video Premiere Awards 2001 :
  - Best DVD Original Retrospective Documentary/Featurette
  - Nomination au Best DVD Overall Original Supplemental Material pour Laurent Bouzereau et Colleen A. Benn